# Jay Berwanger
John Jacob Berwanger, né le 19 mars 1914 à Dubuque (Iowa) et décédé d'un cancer le 26 juin 2002 à Downers Grove (Illinois), était un joueur américain de football américain au poste de halfback. Mieux connu sous le nom de Jay Berwanger, il était également surnommé « The Flying Dutchman » (le Hollandais volant).
Jay Berwanger fut le premier vainqueur du Trophée Heisman en 1935 alors qu'il évoluait en universitaire aux Maroons de Chicago. En 24 matchs universitaires, il a inscrit 22 touchdowns. En défense, il joua linebacker puis effectua les retours de kick off. Il signa quelques belles remontées de terrain à ce poste comme ce gain de 85 yards sur un retour de kick off face aux Buckeyes d'Ohio State en 1935.
Il fut ensuite choisi en numéro un à la première draft de la NFL par les Eagles de Philadelphie en 1936 qui le cédèrent aux Bears de Chicago. Berwanger demanda 25 000 dollars pour deux saisons, mais George Halas, alors entraîneur des Bears, refusa. Ainsi, Berwanger ne joua jamais en NFL et abandonna le sport de haut niveau. Il devint millionnaire en lançant une affaire dans le domaine de la literie et signa quelques articles sportifs dans le Chicago Daily News à ses moments perdus.
Jay Berwanger joua son propre rôle dans le film The Big Game (1936).
En 1954, il fut élu au College Hall of Fame